# Sybra ochreosignata
Sybra ochreosignata là một loài bọ cánh cứng trong họ Cerambycidae.